# Mandinka (volk)

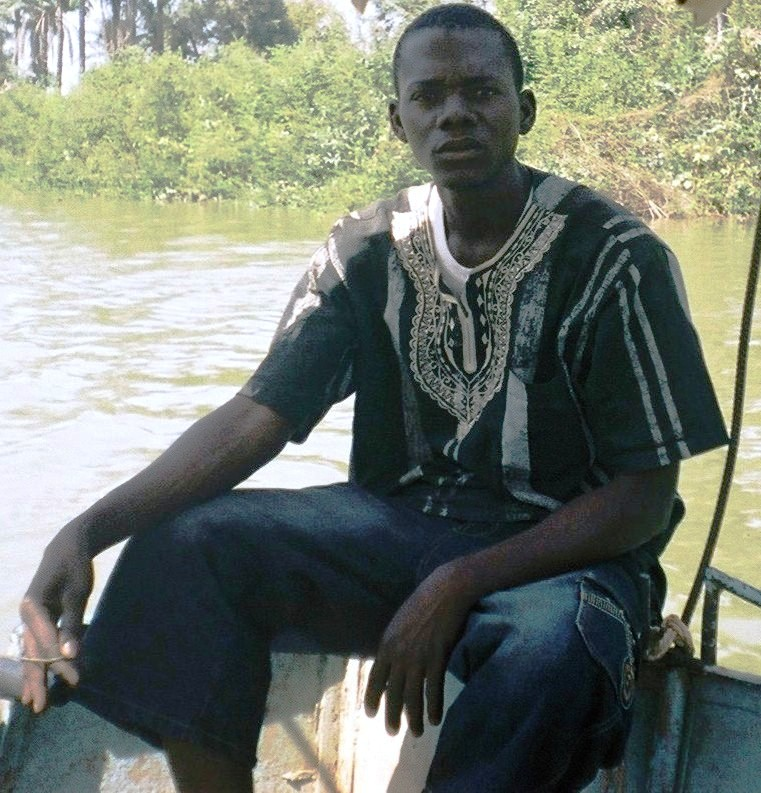
Mandinkaman

De Mandinka (ook wel Mandinga of Mandingo genoemd) zijn een volk uit West-Afrika. De gelijknamige taal is verwant aan het Bambara.
In West-Afrika wonen momenteel ruim 11 miljoen Mandinka. Die leven vooral verspreid over landen als Gambia, Senegal en Guinee-Bissau. Ook in Mali, Sierra Leone, Guinee, Liberia en Ivoorkust leven er Mandinka.
In Gambia zijn de Mandinka de grootste bevolkingsgroep. Van de bevolking van Gambia spreekt 45% Mandinka als moedertaal en 25% als tweede taal. Het Mandinka is samen met het Bambara de bekendste van de Mandétalen, een subfamilie van de Niger-Congo-taalfamilie.